# Marcelo Zammenhoff
Marcelo Zammenhoff, właśc. Piotr Wygachiewicz,  również Marcelo (ur. 1970 w Łodzi) – polski artysta, twórca sztuki wideo, fotografii oraz elektro-instalacji, performer, muzyk eksperymentalny i animator kultury. Działacz na rzecz zwiększania dostępności pracowni twórczych, zwłaszcza dla młodych artystów. Jego prace są w zbiorach MSN w Warszawie i MS w Łodzi).

## Życiorys
Dorastał w Ciechocinku. Dyplom z fotografii szkoły policealnej obronił w 1991 r. W latach 1991-1993 studiował na ASP w Łodzi,, choć studiów nie ukończył z własnej woli  W 1992 założył Teatr Elektryczny, a w 1996 – grupę filmową Plazma TV, oraz galerię Xylolit w Łodzi (w latach 1995–1996). Wygachiewicz jest również autorem awangardowych programów: „Telewizja Atlantyda” (TVP2, 1993–1994) oraz inicjatorem i dyrektorem artystycznym Festiwalu (Święta) Myśli Cyfrowej Cyfroteka (od 2020).
Na początku lat 90. XX wieku, w Łodzi, był prekursorem muzyki z gatunku psycho trance i postindustrialnego live-electronic. W ramach tego drugiego gatunku powołał do życia grupy performersko-muzyczne:
- F.P.Z (działającej w latach 1987–1989)
- Morris Generativ (działającej w latach 1989–1993)
- Protoplazma (działającej w latach 1993–2003)
- E-1 (ok. 1996, początkowo E-1500, projekt solowy)
- Mikrowafle (od 2003)
- Throbbing Wafle (od 2009).
- Psie Kłaki (od 2015)
- BYT (od 2022)

Współzałożyciel Ośrodka Działań Twórczych Forum Fabricum – 1998–2005, siedziby Prokadencji. Stworzył elektro-instalacje, wykorzystujące światło jarzeniowe i świecące diody i dał w okolicach 1990 roku kilkanaście performance’ów w kraju i za granicą. Jest autorem drukowanej w odcinkach (w miesięczniku Kartki), niedokończonej powieści futurystycznej Ziemia – Moskwa. W 2009 otrzymał główną nagrodę za film Wielki powrót Antosia, w konkursie kanału Kino Polska na remake pierwszego polskiego filmu fabularnego Antoś po raz pierwszy w Warszawie z 1908.
Wraz z pojawieniem się w 2020 antologii 30 lat polskiej sceny techno, często wymieniany, jako pionier i prekursor polskiego rave (również w innych publikacjach wydawniczych, jak i sztukach teatralnych, posługujących się cytatami Marcelo Zammenhoffa). W 2024 wszedł na ekrany pełnometrażowy film dokumentalny RAVE (w reż. Ł.Rondudy i D.Nickela), w którym jest on jednym z głównych bohaterów, konfrontującym się z nowym pokoleniem kontynuatorów tradycji rave.

## Działalność artystyczna
- 1987: 3 koncerty-performance grupy Fioletowe Płyny Zdrowotne, 'Remont' i 'Stodoła', Warszawa
- 1992: 'AVE', Arnhem, Holandia
- 1993: Muzeum Artystów, Łódź
- 1993: Meine Wohnung, festiwal 'Obskurei', Düsseldorf, Niemcy
- 1994: 'Moda Media', Teatr Jaracza, Łódź
- 1995: 'Moda Media', Teatr Jaracza, Łódź
- 1996: wystawa autorska (malarstwo, grafika, obiekty), galeria Xylolit, Łódź
- 1996: Wir besseren die Situation, akcja, Berlin, Niemcy
- 1997: Sonax-3, lunapark, Łódź
- 2004: koncert poetycki (Mikrowafle + aktorzy), 'Brunonalia', synagoga, Klimontów
- 2005: Wolność na sprzedaż, Pl.Wolności, Łódź
- 2007: Gryzol, projekt uliczny MySpace, Łódź
- 2008: koncert Mikrowafli na otwarcie Muzeum Sztuki Nowoczesnej, Warszawa
- 2009: Throbbing Wafle: Birth, 'Audio Art', Teatr Muzyczny, Gdynia
- 2010: Światła Leningradu, galeria C.K. Rondo, Łódź
- 2010: Dane z czarnych skrzynek, podwórko klubu Jazzga, Łódź
- 2011: Throbbing Wafle: Death, Galeria Manhattan, Łódź
- 2012: Mit i melancholia[15][16], Muzeum Współczesne, Wrocław
- 2012: Między ludyzmem a absurdem, wystawa autorska, Galeria Manhattan, Łódź
- 2014: Humanoid, wystawa zbiorowa, galeria Konduktorownia (Zachęta), Częstochowa
- 2014: Ghetto XXI, Zielona Granica, wystawa zbiorowa[17], Monopolis, Łódź
- 2014: Katastrofa rozszerzona, wystawa autorska, galeria RE:MEDIUM, Łódź
- 2015: Słońce nad Lehistanem, wystawa autorska, galeria Wozownia[18], Toruń
- 2015: Niewygodny Komunikat, wideopomnik polskich lektorów, praca sfinansowana przez NCK (premiera na Wro Biennale 2015)
- 2016: 140 bpm, wystawa zbiorowa MSN
- 2017: Syrena herbem twym zwodnicza, wystawa zbiorowa na otwarcie nowej siedziby MSN nad Wisłą
- 2017: Nie jestem już psem, wystawa zbiorowa, Muzeum Śląskie[19], Katowice
- 2021: Archiwum Regresywne[20], autorska retrospekcja fotograficzna w ramach Fotofestiwalu w Łodzi
- 2021: Neon Mewa, komin przy ul. Tuwima 10 w Łodzi, nagroda w konkursie Przecieki Sztuki[21]
- 2023: Nowa Koncepcja Pokoju na Świecie, galeria UKos (J.Kosałki), Wrocław

## Filmografia
- 1989: Anomalia (8 mm) – video-art
- 1999: Orędzie na rok 1999 (VHS) – video-art
- 2003: Porwanie Fafika I
- 2003: Porwanie Fafika II
- 2003: Dwie wieże – eksperyment przestrzenny – video-art
- 2004: Porwanie Fafika III – dramat kryminalny
- 2005: Misja Kiki – lalkowy (główna nagroda Heyah)
- 2006: Problem pana Leona – dokument (II nagroda festiwalu w Krotoszynie)
- 2008: Huragan w Łodzi – paradokument
- 2009: Wielki powrót Antosia (nagroda główna stacji Kino Polska)
- 2011: Ukraiński Nawigator – video-art (premiera: Muzeum Współczesne, Wrocław)
- 2024: RAVE (reż. Ł. Ronduda, D.Nickel) - jako bohater filmu dokumentalnego o polskiej kulturze rave

## Odznaczenia
- Medal 600-lecia Łodzi (2023)[22].

## Kontrowersje
24 kwietnia 2023 rozpoczął się proces sądowy przeciwko artyście – sprawa dotyczy ekspozycji zorganizowanej przez Marcelo Zamenhoffa podczas 20. edycji Fotofestiwalu w czerwcu 2021. Wystawa „Archiwum regresywne” składała się w części z prac z cyklu „Wagina polska”. Ta część przeznaczona była tylko dla osób pełnoletnich i składała się z fotografii kobiecych narządów płciowych w zestawieniu z symbolami religijnymi i narodowymi, m.in. z wizerunkami Lecha Kaczyńskiego, Bronisława Komorowskiego, Jana Pawła II, Matki Boskiej, różańca oraz flagi Polski. Prokuratura, powiadomiona przez Agnieszkę Wojciechowską van Heukelom, zarzuciła artyście obrazę uczuć religijnych i publiczne znieważanie symboli narodowych. Zdaniem autora, cykl „Wagina polska” jest „ironiczną i satyryczną krytyką polskich wad i przywar”. Ministerstwo Kultury, Dziedzictwa Narodowego i Sportu (współorganizator Fotofestiwalu) w wydanym oświadczeniu podało, że nie było informowane przez organizatorów o planowanej wystawie Marcelo Zamenhoffa, ani o jej treści i nie finansowało także tej części festiwalu. We wrześniu 2023 sąd podjął decyzję o warunkowym umorzeniu postępowania (na okres 2 lat) i zasądził symboliczne zadośćuczynienie (w kwocie tysiąca złotych) oraz przeprosiny dla jednej osoby. 19 kwietnia 2024 Sąd Apelacyjny w Łodzi potrzymał wyrok pierwszej instancji.